# Dekanat Krasnystaw – Wschód
Dekanat Krasnystaw – Wschód – jeden z 28 dekanatów w rzymskokatolickiej archidiecezji lubelskiej.

## Parafie
W skład dekanatu wchodzi 10 parafii:
- parafia św. Stanisława – Bończa
- parafia św. Franciszka Ksawerego – Krasnystaw
- parafia św. Apostołów Piotra i Pawła – Kraśniczyn
- parafia św. Kajetana – Orłów Murowany
- parafia św. Jana Chrzciciela – Rakołupy
- parafia Wniebowzięcia NMP – Siennica Różana
- parafia Nawiedzenia NMP i św. Łukasza – Surhów
- parafia św. Zofii – Tarnogóra
- parafia Przenajdroższej Krwi Pana Jezusa – Wirkowice Pierwsze
- parafia św. Michała Archanioła – Żdżanne

## Sąsiednie dekanaty
Chełm – Wschód, Chełm – Zachód, Krasnystaw – Zachód, Sitaniec (diec. zamojsko-lubaczowska), Szczebrzeszyn (diec. zamojsko-lubaczowska), Turobin